# 箕輪スキー場
箕輪スキー場（みのわスキーじょう）は、福島県耶麻郡猪苗代町に位置するスキー場である。

## 概要
奥羽山脈、箕輪山の西側斜面に位置するスキー場で、ホテルプルミエール箕輪を核とする。国道115号土湯トンネルの真上にあり、猪苗代側坑口の至近に位置するため、交通の便にも優れている。しかし、この付近は風が強いことで知られており、吹雪により閉鎖される事もしばしばである。
2012-2013シーズンから株式会社マックアースの運営となっていたが、2018年6月、株式会社マックアースが、箕輪スキー場と長野のエコーバレースキー場・Mt.乗鞍スノーリゾート・白馬さのさかスキー場を、株式会社ブルーキャピタルマネジメントに譲渡。2018-2019シーズンよりBlue Resort MINOWAとして営業している。
2024-2025シーズンは経営悪化により休業している。

## 周辺
- 国道115号土湯バイパス（土湯トンネルの真上がゲレンデ。また、滑走コースが当路線をアンダーパスする。）
- 福島県道30号本宮土湯温泉線（駐車場のゲートはこの路線沿いにある）
- 横向温泉
- 沼尻温泉
- 中ノ沢温泉

## アクセス
車によるアクセスは、公式サイト「アクセス」も参照
東京方面から
- 磐越自動車道「猪苗代磐梯高原インターチェンジより国道115号を福島市方面へ26km。
- 東北自動車道「福島西インターチェンジ」より国道115号を猪苗代方面へ27km。
- 東北自動車道「二本松インターチェンジ」より国道459号を岳温泉方面へ28km。

仙台方面から
- 東北自動車道「福島西インターチェンジ」より国道115号。